# Kuma (lớp tàu tuần dương)
Lớp tàu tuần dương Kuma (tiếng Nhật: 球磨型軽巡洋艦; Kuma-gata keijunyōkan) bao gồm năm tàu tuần dương hạng nhẹ của Hải quân Đế quốc Nhật Bản. Lớp Kuma được tiếp nối bởi lớp Nagara rất tương tự. Chúng từng tham gia nhiều hoạt động trong Chiến tranh Thế giới thứ hai, và chỉ còn lại một chiếc sống sót sau khi chiến tranh kết thúc.

## Bối cảnh
Cho dù có sự thành công trong thiết kế của lớp tàu tuần dương hạng nhẹ tốc độ cao Tenryū, Hải quân Đế quốc Nhật Bản vẫn e ngại rằng họ sẽ bị áp đảo về hỏa lực bởi lớp tàu Omaha lớn hơn lúc đó đang được Hải quân Hoa Kỳ phát triển. Lớp Kuma là sự tiếp nối của lớp Tenryū, dựa trên thiết kế một thân tàu lớn hơn cho phép trang bị cỡ pháo lớn hơn, và được dự tính để hoạt động trong cả vai trò tuần tiễu tốc độ cao cũng như chỉ huy các hải đội tàu khu trục hay tàu ngầm.
Với sự phát triển của loại ngư lôi Kiểu 93 "Long Lance" tầm xa vận hành bằng oxygen trong những năm 1930, Hải quân Nhật bắt đầu vạch ra kế hoạch thành lập một "Lực lượng Tác chiến Đêm" đặc biệt bao gồm tàu tuần dương-ngư lôi. Ý tưởng này căn cứ vào thành công của Nhật ở cuộc hải chiến trong trận chiến cảng Lữ Thuận của cuộc Chiến tranh Nga-Nhật. Vì loại ngư lôi mới Kiểu 93 có tầm hoạt động xa hơn tầm bắn hải pháo của mọi thiết giáp hạm đương thời, ý tưởng đưa ra sẽ sử dụng một lực lượng tác chiến tốc độ cao tấn công hạm đội đối phương vào ban đêm bằng một hàng rào ngư lôi số lượng lớn và áp đảo. Các tàu nổi chủ lực sẽ tiếp nối vào lúc bình minh để thanh toán nốt những tàu đối phương bị hư hại.
Tuy nhiên, sự phát triển nhanh chóng của không lực hải quân và chiến tranh tàu ngầm trong những năm 1930 đã khiến cho kế hoạch này trở thành lạc hậu. Cho dù lớp tàu tuần dương Kuma không đáp ứng được mục tiêu thiết kế ban đầu dành cho nó, đặc tính thiết kế trở nên hữu dụng trong các hoạt động tác chiến sau này, trải dài từ quần đảo Aleut đến Ấn Độ Dương.

## Thiết kế
Thiết kế lườn của lớp Kuma dựa trên trọng lượng rẽ nước biểu kiến 5.500 tấn, và tỏ ra linh hoạt đến mức chúng trở thành tiêu chuẩn căn bản cho mọi tàu tuần dương hạng nhẹ của Hải quân Nhật sau này.
Hệ thống động lực của lớp Kuma dựa trên bốn turbine hộp số đồng trục và 12 nồi hơi, cung cấp một công suất 90.000 mã lực (67 MW). Mười nồi hơi được thiết kế để đốt dầu, trong khi hai chiếc còn lại đốt than. Động cơ này giúp con tàu đạt được tốc độ tối đa 66,7 km/h (36 knot), và một tầm hoạt động 16.700 km (9.000 hải lý) ở tốc độ 18,5 km/h (10 knot). Kiểu dáng của lớp Kuma có thể nhận biết bởi ba ống khói mà phía trên loe ra theo dạng loa kèn.
Ban đầu, giàn hỏa lực chính bao gồm bảy khẩu pháo 140 mm (4,7 inch)/50-caliber gắn trên các tháp súng đơn (hai phía trước, ba phía sau và một khẩu mỗi bên cầu tàu), hai pháo 80 mm (3,2 inch)/40-caliber gắn bên hông, cùng tám ống phóng ngư lôi 533 mm (21 inch). Kuma và Tama có một máy phóng dùng cho một thủy phi cơ (tiêu biểu là một chiếc Kawanishi E7K1 "Alf") cho mục đích trinh sát tuần tiễu, và Kiso độc đáo vì có cấu trúc thượng tầng mặt phẳng ở cả phía trước và phía sau tàu cùng một bệ xoay để phóng thủy phi cơ phía sau tàu. Các bệ phẳng này dường như chưa bao giờ được sử dụng. Mọi chiếc tàu chiến trong lớp Kuma đều dần dần được nâng cấp với hỏa lực phòng không, mìn sâu, radar và sonar trong cuộc chiến tranh Thái Bình Dương.
Ōi và Kitakami được cải biến thành những tàu tuần dương-ngư lôi ngay trước khi diễn ra cuộc tấn công Trân Châu Cảng. Hai năm sau, Kitakami lại được cải biến thành một tàu sân bay đổ bộ cho đến khi bị hư hại nặng. Sau khi được sửa chữa, một lần nữa Kitakami lại được cải biến thành một tàu chở Kaiten (ngư lôi cảm tử có người lái).

## Lịch sử hoạt động
Năm tàu chiến thuộc lớp Kuma đã được chế tạo. Tất cả đều được đặt hàng vào năm 1917, hạ thủy trong giai đoạn 1919-1920 và được đưa ra hoạt động trong những năm 1920-1921. Chỉ còn lại chiếc Kitakami sống sót trong chiến tranh Thái Bình Dương.
Kuma (球磨) được đặt lườn tại xưởng hải quân Sasebo. Nó từng hoạt động tích cực trong các chiến dịch đổ bộ binh lính Nhật suốt khu vực Đông Nam Á trong Thế Chiến II. Nó trúng phải ngư lôi của chiếc HMS Tally-Ho tại bờ biển phía Tây Malaya vào ngày 11 tháng 1 năm 1944.
Tama (多摩) được đặt lườn bởi hãng Mitsubishi Heavy Industries tại Nagasaki. Nó từng tham gia trận chiến quần đảo Aleut và trận chiến quần đảo Komandorski, và trải qua hầu hết giai đoạn đầu của Thế Chiến II tại các vùng biển phía Bắc. Sau đó nó được sử dụng như phương tiện vận chuyển nhanh, và đã thực hiện nhiều chuyến đi đến Rabaul và các địa điểm khác trong quần đảo Solomon. Cuối cùng, nó có mặt trong trận chiến vịnh Leyte ở Philippines, và trúng phải ngư lôi của tàu ngầm Mỹ về phía Đông Bắc Philippines vào ngày 25 tháng 10 năm 1944.
Kitakami (北上) được đặt lườn tại xưởng hải quân Sasebo. Nó từng tham gia trận Midway trong thành phần hộ tống cho lực lượng tấn công quần đảo Aleut. Sau đó nó được sử dụng như phương tiện vận chuyển nhanh, và đã thực hiện nhiều chuyến đi đến Rabaul và các địa điểm khác trong quần đảo Solomon và New Guinea. Vào giai đoạn cuối của Thế Chiến II, nó trở thành một tàu chở ngư lôi cảm tử có người lái Kaiten, nhưng chưa bao giờ được sử dụng trong vai trò này. Nó sống sót sau cuộc chiến và được sử dụng để chở binh lính Nhật hồi hương sau chiến tranh. Nó được tháo dỡ vào ngày 10 tháng 8 năm 1946.
Ōi (大井) được đặt lườn bởi hãng Kawasaki Heavy Industries tại Kobe. Nó từng tham gia trận Midway trong thành phần hộ tống cho lực lượng tấn công quần đảo Aleut. Sau đó nó được sử dụng như phương tiện vận chuyển nhanh, và đã thực hiện nhiều chuyến đi đến Rabaul và các địa điểm khác trong quần đảo Solomon và New Guinea. Nó trúng phải ngư lôi về phía Nam Hong Kong vào ngày 19 tháng 7 năm 1944.
Kiso (木曾) được đặt lườn bởi hãng Mitsubishi Heavy Industries tại Nagasaki. Nó từng tham gia trận chiến quần đảo Aleut, và trải qua hầu hết giai đoạn đầu của Thế Chiến II tại các vùng biển phía Bắc. Sau đó nó có mặt trong trận Hải chiến Guadalcanal tại quần đảo Solomon và trận chiến vịnh Leyte ở Philippines. Nó bị máy bay từ tàu sân bay Mỹ đánh chìm về phía Tây Manila vào ngày 13 tháng 11 năm 1944.

## Những chiếc trong lớp
| Tàu             | Đặt lườn             | Hạ thủy             | Hoạt động            | Số phận                                                                         |
| Kuma (球磨)     | 29 tháng 8 năm 1918  | 14 tháng 7 năm 1919 | 31 tháng 8 năm 1920  | Bị đánh chìm 11 tháng 1 năm 1944 bởi tàu ngầm HMS Tally-Ho gần Penang           |
| Tama (多摩)     | 10 tháng 8 năm 1918  | 10 tháng 2 năm 1920 | 29 tháng 1 năm 1921  | Bị đánh chìm 25 tháng 10 năm 1944 bởi tàu ngầm Jallao gần Luzon                 |
| Kitakami (北上) | 1 tháng 9 năm 1919   | 3 tháng 7 năm 1920  | 15 tháng 4 năm 1921  | Bị tháo dỡ 10 tháng 8 năm 1946                                                  |
| Ōi (大井)       | 24 tháng 11 năm 1919 | 15 tháng 7 năm 1920 | 10 tháng 10 năm 1921 | Bị đánh chìm 19 tháng 7 năm 1944 bởi tàu ngầm Flasher gần Hong Kong             |
| Kiso (木曾)     | 10 tháng 8 năm 1918  | 10 tháng 2 năm 1920 | 29 tháng 1 năm 1921  | Bị đánh chìm 13 tháng 11 năm 1944 bởi máy bay Mỹ ngoài khơi Cavite, Philippines |

### Sách
- D'Albas, Andrieu (1965). Death of a Navy: Japanese Naval Action in World War II. Devin-Adair Pub. ISBN 0-8159-5302-X.
- Dull, Paul S. (1978). A Battle History of the Imperial Japanese Navy, 1941-1945. Naval Institute Press. ISBN 0-87021-097-1.
- Howarth, Stephen (1983). The Fighting Ships of the Rising Sun: The drama of the Imperial Japanese Navy, 1895-1945. Atheneum. ISBN 0-68911-402-8.
- Jentsura, Hansgeorg (1976). Warships of the Imperial Japanese Navy, 1869-1945. Naval Institute Press. ISBN 0-87021-893-X.
- Lacroix, Eric (1997). Japanese Cruisers of the Pacific War. Linton Wells. Naval Institute Press. ISBN 0-87021-311-3.
- Whitley, M.J. (1995). Cruisers of World War Two: An International Encyclopedia. Naval Institute Press. ISBN 1-55750-141-6.